# Fairy Tail
Fairy Tail (フェアリーテイル?, Fearī Teiru) è un manga shōnen di genere fantasy scritto e disegnato da Hiro Mashima, serializzato per la prima volta in Giappone sulla rivista Shōnen Magazine dal 2 agosto 2006 al 26 luglio 2017. I 545 capitoli della serie sono stati raccolti in 63 volumi tankōbon, pubblicati da Kodansha dal 15 dicembre 2006 al 17 novembre 2017. Il manga è stato pubblicato in diverse altre lingue, tra cui italiano, inglese, francese, spagnolo e tedesco.
Una serie televisiva anime basata sul manga è stata prodotta da A-1 Pictures con Satelight dal 2009 e la prima stagione è stata trasmessa per la prima volta in Giappone dal 12 ottobre 2009, per poi interrompersi il 30 marzo 2013, per un totale di 175 episodi trasmessi. Una seconda stagione da 102 episodi prodotta da A-1 Pictures in collaborazione con lo studio Bridge è stata trasmessa su TV Tokyo dal 5 aprile 2014 al 26 marzo 2016. Una terza e ultima stagione da 51 episodi per la serie animata è stata trasmessa dal 7 ottobre 2018 al 29 settembre 2019.
Sul manga Fairy Tail, che ha raggiunto oltre 72 milioni di copie vendute, sono stati prodotti anche alcuni episodi OAV, due film, alcune light novel e vari videogiochi.

## Trama

### Ambientazione
La serie è ambientata in un mondo immaginario chiamato Earthland (アースランド?, Āsu Rando), dove la magia viene comprata e venduta come se fosse un bene di consumo ed è parte integrante della vita quotidiana dei suoi abitanti. A Earthland esistono individui capaci di manipolarla, ovvero i maghi, i quali si riuniscono in organizzazioni denominate gilde per svolgere incarichi dal grado di pericolosità variabile su commissione. Le gilde legali, a cui appartengono tra le altre la gilda protagonista Fairy Tail, Sabertooth, Blue Pegasus e Lamia Scale, sono riconosciute ufficialmente e non è ammesso nessuno scontro tra di loro. Le gilde oscure sono invece associazioni di maghi che vivono nell'illegalità, praticando la magia nera e conducendo attività illecite, criminose e violente. Ne sono un esempio Oracion Seis, Grimoire Heart e Tartaros, tre potenti gilde oscure che formano l'Alleanza Baram e a cui le gilde minori sono costrette a sottostare e a pagare periodici tributi.
L'operato delle gilde è controllato e regolato da un organo supremo, il Concilio della magia. Il Concilio possiede una propria autonomia gestionale e di azione che gli concede poteri giuridici e coercitivi, nonché di una squadriglia militare al suo servizio che mette in atto gli emendamenti del Concilio stesso, chiamata Cavalieri della Runa. Il Concilio può inoltre assegnare il titolo di "mago sacro" (聖十大魔導?, seiten daimadō) ai possessori di un notevole potere magico che si sono fregiati di meriti particolari. Esiste infine una tipologia particolare di maghi denominata Dragon Slayer (滅竜魔導士?, Doragon Sureiyā), padroneggianti la cosiddetta magia del dragon slayer (滅竜魔法?, metsuryū mahō) che li rende capaci di affrontare e sconfiggere i draghi, potenti creature che in passato sono coesistite insieme agli esseri umani e che poi vi si sono scontrati in una cruenta guerra. Uno stadio avanzato e più potente di questa magia è rappresentato dalla "Dragon Force" (竜の力?, Doragon Fosu), modalità speciale nella quale si assumono parte delle sembianze di un drago e raggiungono un livello di forza paragonabile a quella di un vero drago. Tra questo gruppo di maghi figura uno dei protagonisti, il mago del fuoco Natsu Dragonil.
Le vicende si svolgono prevalentemente a Ishgar (大陸?, Ishugaru), un continente a forma di penisola suddiviso in molti regni, tra cui il Regno di Fiore (フィオーレ王国?, Fiore Okoku). Monarchia neutrale con una popolazione di circa 17 milioni di persone, Fiore occupa una piccola penisola sulla sponda occidentale di Ishgar ed è governata dal sovrano Tōma E. Fiore dal punto di vista politico. Altra località di rilievo presente nelle acque al largo di Fiore è l'isola Tenrō (天狼岛?, Tenro Jima), terra preziosa per la gilda Fairy Tail dove è situata la tomba della sua fondatrice e prima master, Mavis Vermillion. Altre due nazioni conosciute nella serie sono il Principato di Veronica (公国ベロニカ?, Beronika Kōkoku), stato autonomo a nord del Regno di Fiore costruito sulle rovine del Villaggio del Sole e governato da Cream, e il Regno di Stella noto per la produzione dei minerali magici Stellanium (ステラリウム?, Suterariumu) e governato dal re Animus. Tali luoghi fanno da sfondo alle vicende narrate nei due lungometraggi animati derivati dal manga.
L'unico altro continente di Earthland mostrato è Alakitasia (西の大陸?, Arakitashia), nel quale è situato l'Impero Alvarez (アルバレス帝国?, Arubaresu Teikoku). Nazione militare nata dall'unione di 730 gilde, è guidata dal potente mago oscuro Zeref Dragonil. Oltre Earthland esistono anche dei mondi paralleli. Uno di questi è il mondo degli spiriti stellari (星霊界?, Seireikai), patria delle creature magiche note come spiriti stellari (星霊?, Seirei) che sono richiamabili sotto contratto da alcuni maghi grazie a delle speciali chiavi magiche. La legge qui è dettata dal re degli spiriti stellari, il quale regola i rapporti dei propri simili con gli esseri umani. Altra ambientazione comparsa è Edolas (エドラス?, Edorasu), un mondo parallelo i cui abitanti sono veri e propri sosia degli abitanti di Earthland, ma con caratteristiche fisiche o caratteriali opposte. Edolas è anche la patria degli exceed, gatti capaci di volare provenienti dall'isola volante Extalia.

### Storia

I protagonisti della serie

Una giovane maga degli spiriti stellari, Lucy Heartphilia, parte per poter entrare a far parte della nota gilda Fairy Tail, attratta dalla sua fama. Durante il suo viaggio, s'imbatte nello spericolato Natsu Dragonil, un mago dall'animo semplice, impulsivo e amichevole che padroneggia la magia del dragon slayer di fuoco e in viaggio alla ricerca del drago Igneel insieme al suo fidato compagno Happy. I due sono membri della gilda cercata da Lucy e la introducono agli altri maghi e al master, incontro che porterà Lucy a entrare nello spirito familiare della gilda. In seguito al suo ingresso nella gilda, Lucy formerà spesso una squadra per andare in missione insieme a Natsu, Happy e anche insieme al mago del ghiaccio Gray Fullbuster e alla maga guerriera Elsa Scarlett. Nel corso della storia si uniranno al team occasionalmente anche altri maghi che diventeranno membri di Fairy Tail dopo alcune missioni: la Dragon Slayer celeste Wendy Marvel, il Dragon Slayer d'acciaio Gajil Redfox e la maga dell'acqua Lluvia Loxar.
Natsu, Lucy, Gray, Elsa e Wendy prendono parte a numerose missioni della gilda, scontrandosi pertanto contro criminali soggiogati, gilde oscure illecite e gli antichi demoni Eterias (エーテリアス?, Ēteriasu), creati dal mago oscuro Zeref.
Dopo svariate avventure, i principali membri di Fairy Tail si ritrovano sulla sacra terra dell'isola Tenrō (天狼島?, Tenrō-jima) per gli esami di promozione alla classe S. Durante gli esami, si risveglia dal proprio sonno l'immortale Zeref, al quale segue un conflitto tra Fairy Tail e i membri della gilda oscura Grimoire Heart. Tali eventi attirano le attenzioni del malvagio drago nero Acnologia e i maghi di Fairy Tail riescono a sopravvivere al suo assalto grazie allo spirito di Mavis Vermillion, la fondatrice della gilda. Tuttavia, l'incantesimo protettivo lanciato dalla maga leggendaria, isola il gruppo dallo spazio e dal tempo per sette anni e Zeref lascia l'isola per pensare alla prossima mossa da compiere.
Trascorsi i sette anni e dopo essere tornati alla gilda, i maghi di Fairy Tail partecipano al Gran Palio della Magia (大魔闘演武?, Daimatōenbu), un torneo organizzato ogni anno per stabilire quale sia la gilda più forte del Paese. Al termine della competizione, i maghi delle gilde si trovano a dover sventare la cospirazione ordita dalla controparte futura di Rogue Cheney, uno dei maghi della gilda Sabertooth e rivale di Natsu al Gran palio, per devastare il regno di Fiore con una schiera di draghi richiamati dal passato. Zeref, osservando questi eventi, decide di estirpare l'umanità per i loro continui conflitti. Sovrintende così una battaglia tra Fairy Tail e Tartaros, una gilda oscura di demoni Eterias che mira a risvegliare E.N.D., il demone definitivo creato dal mago oscuro. Acnologia ritorna per annientare entrambe le gilde, ma viene fermato dall'intervento di Igneel, il quale rivela di essersi racchiuso dentro Natsu. I maghi debellano la minaccia di Tartaros, mentre Igneel viene ucciso da Acnologia, scatenenando le ire di Natsu che giura di vendicare la morte del drago di fuoco. Il dragon slayer parte per un viaggio di allenamento, mentre il master Makarov Dreyar dichiara sciolta la gilda protagonista.
Un anno dopo, Natsu si ritrova con Lucy e riforma la gilda, sgominando anche una gilda oscura che praticava il culto di Zeref, Avatar. Si scopre quindi che Makarov, durante l'ultimo anno, ha cercato in ogni modo d'impedire un'invasione portata avanti dall'Impero Alvarez, una nazione militare governata da Zeref. Ogni suo tentativo si rivela vano e Fairy Tail, insieme a tutte le altre gilde di Ishgar, si ritrova a dover combattere in tutto il continente contro l'invasione di Alvarez guidata da Zeref e i suoi potentissimi Spriggan 12, dei maghi così potenti da superare i 10 maghi sacri. La guerra terminerà dopo moltissime aspre lotte con la sconfitta di Zeref, che morirà accanto all'amata Mavis Vermillion, ma i vari conflitti hanno attirato anche l'attenzione del drago nero Acnologia, che scende sul campo e porta il mondo a un passo dalla distruzione. Natsu e tutti gli altri Dragon Slayer lo affronteranno all'interno di una dimensione a sé stante, dove uniscono le forze e, dopo una battaglia quasi impossibile, riescono a eliminarlo.
Sconfitti anche gli ultimi e più potenti nemici, il mondo è stato salvato. La storia termina un anno dopo la fine della guerra, con Natsu, Lucy, Wendy, Gray ed Elsa in partenza per intraprendere una delle leggendarie missioni da cento anni, considerate misteriose al punto che in più di un secolo nessun mago è mai riuscito a completare.

## Produzione

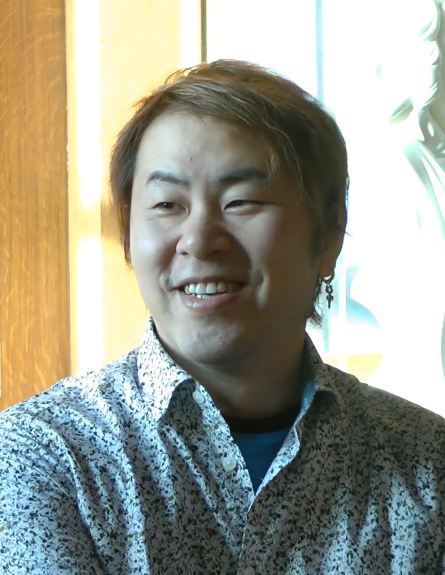
L'autore del manga Hiro Mashima nel 2018

Dopo aver terminato il suo precedente progetto, Rave - The Groove Adventure, Hiro Mashima trovò la storia sentimentale e triste allo stesso tempo, così decise che il suo nuovo lavoro, divenuto poi Fairy Tail, avrebbe dovuto essere "molto divertente [per tutti]". Durante le fasi di ideazione e sviluppo, Mashima prese ispirazione dalle leggende e tradizioni di maghi e stregoni. Per la chinetosi di Natsu, il mangaka prese come riferimento uno dei suoi amici, che soffriva spesso durante i viaggi in taxi che facevano insieme. Quando dovette scegliere il nome del personaggio di Natsu, Mashima pensò che dei nomi legati alla letteratura fantasy occidentale sarebbero stati alquanto poco familiari per un pubblico giapponese.
Per scrivere i singoli capitoli di Fairy Tail, Mashima seguì uno schema preciso che necessitava di 5 giorni di lavoro per completarne uno. Il lunedì si occupava della stesura di testi e sceneggiatura, mentre il martedì Mashima realizzava delle bozze piuttosto grezze per ognuna delle tavole componenti il capitolo. Tra mercoledì e venerdì, infine, concludeva il lavoro disegnando e inchiostrando le pagine del capitolo. Solitamente, Mashima iniziava a occuparsi dei nuovo capitolo dopo aver completato il precedente. Per i personaggi della serie, Mashima si ispirò a persone conosciute nel corso della sua vita; in particolare per il legame padre-figlio presente tra Natsu e Igneel, Mashima citò come fonte chiave la morte di suo padre, avvenuta quando era ancora bambino. Inoltre, Mashima costruì numerosi aspetti comici della serie sulla sua vita quotidiana e sul rapporto a volte scherzoso che aveva con i suoi assistenti.
Tramite il sito ufficiale del secondo film anime ispirato alla serie, nel febbraio 2017 fu reso noto che l'arco narrativo di Fairy Tail era entrato nella sua parte conclusiva. Nella postilla del volume 61, Mashima rivelò che il manga sarebbe terminato presto e che il volume 63 sarebbe stato l'ultimo della serie. In occasione di un'intervista fatta al New York Comic Con, Mashima commentò di non aver mai pianificato il finale e che non escludeva la realizzazione di un seguito o di un nuovo manga legato al mondo di Fairy Tail, esprimendo il desidero di volerlo espandere ulteriormente.

## Media

### Manga e pubblicazioni
Scritto e illustrato da Hiro Mashima, Fairy Tail è stato serializzato sulla rivista per manga shōnen Weekly Shōnen Magazine di Kōdansha dal 2 agosto 2006 al 26 luglio 2017. I singoli capitoli sono stati raccolti in volumi in formato tankōbon pubblicati da Kōdansha tra il 15 dicembre 2006 e il 17 novembre 2017. Tra marzo e aprile 2014 si è tenuto il Fairy Tail matsuri (フェアリーテイル祭り?, Fearī Teiru matsuri, lett. "Festival di Fairy Tail"), evento che ha visto la pubblicazione su diverse riviste tutte edite da Kodansha di quattro capitoli autoconclusivi speciali realizzati da Mashima e dedicati a Fairy Tail. Il primo è uscito l'8 marzo su Bessatsu Shōnen ed è dedicato a Frosch e alla gilda di Sabertooth, mentre il secondo è uscito il 20 marzo su Special ed è dedicato a Gray Fullbuster e Lluvia Loxar. Il 31 marzo è uscito il terzo capitolo sulla rivista Young Magazine ed è dedicato a Elsa Scarlett, mentre l'ultimo è stato pubblicato il 5 aprile su Weekly Shonen Magazine ed è dedicato a Natsu e Lucy.
I diritti per la distribuzione di un'edizione italiana sono stati acquistati da Star Comics e la pubblicazione è avvenuta dal 3 gennaio 2008 al 1º maggio 2019, con cadenza di uscita bimestrale per i primi quattordici volumi e trimestrale per i successivi, salvo alcune eccezioni. Nell'edizione italiana sono presenti diverse discordanze tra i primi volumi e i più recenti per quanto concerne la traslitterazione dei nomi di personaggi e tecniche, a causa del susseguirsi di diversi traduttori. A partire dal 13 gennaio 2016, Star Comics inizia la pubblicazione di una ristampa mensile del manga, intitolata Fairy Tail: New Edition, che ha visto l'aggiunta di approfondimenti sull'opera, una revisione dei dialoghi e l'utilizzo di copertine dallo sfondo bianco. Nel 2020 Star Comics ha ideato una versione collection che sono 11 cofanetti. Oltre che in Giappone e in Italia, la serie è pubblicata anche in altre nazioni del mondo. Nel Nord America, Fairy Tail è stato edito dalla casa editrice Del Rey Manga per i primi dodici volumi, pubblicati tra il 25 marzo 2008 e settembre 2010. In seguito alla chiusura di Del Rey Manga, Kodansha Comics USA ha acquistato i diritti e portato avanti l'edizione inglese della serie a partire da maggio 2011. Nel resto d'Europa, il manga è distribuito in Francia da Pika Edition, in Spagna dalla casa editrice Norma Editorial e in Germania dall'editore Carlsen.
A fine primavera 2018 viene annunciata l'uscita di un manga sequel intitolato Fairy Tail 100 Years Quest e disegnato da Atsuo Ueda, su storyboard realizzati da Mashima. La sua serializzazione è iniziata il 25 luglio 2018 sul Weekly Shōnen Magazine ed è proseguita inizialmente a cadenza settimanale e poi quindicinale da settembre 2018.
Oltre al manga, sono stati pubblicati in Giappone altri volumi speciali. Un fanbook, intitolato Fairy Tail+, è stato pubblicato da Kodansha il 17 maggio 2010 in Giappone. Un secondo fanbook chiamato Fairy Tail A è uscito in Giappone il 17 gennaio 2011. Un artbook intitolato Fantasia è stato pubblicato sempre da Kodansha il 10 agosto 2012 ed è giunto anche in Italia tramite Star Comics il 20 giugno 2013. Un secondo artbook, dal titolo Harvest - Fairy Tail Illustrations 2, è uscito in Giappone il 15 novembre 2016.
Vari capitoli speciali spin-off, realizzati da Hiro Mashima e serializzati negli anni su varie riviste, sono stati raccolti in una serie di due volumi dal titolo Fairy Tail S. I due volumi sono stati pubblicati in Giappone da Kodansha il 16 settembre 2016. Un'edizione italiana dei due volumi è stata pubblicata da Star Comics nel marzo 2018.

#### Crossover e spin-off

Copertina dell'edizione italiana di Fairy Tail Zero

Uno speciale sulla rivista Weekly Shōnen Magazine realizzato come crossover con Yankee-kun & Megane-chan - Il teppista e la quattrocchi, è stato pubblicato nel 2008. Nel numero di maggio 2011 della rivista Magazine Special di Kodansha è stato pubblicato un capitolo speciale one-shot crossover con la serie Rave - The Groove Adventure, realizzato da Hiro Mashima. Un nuovo one-shot, crossover con la serie The Seven Deadly Sins - Nanatsu no taizai, è stato realizzato dagli autori Mashima e Nakaba Suzuki e pubblicato sul numero doppio della rivista Weekly Shonen Magazine del 25 dicembre 2013.
Un manga spin-off dal titolo Fairy Tail Zero (フェアリーテイル ゼロ?, Fearī Teiru Zero), scritto e disegnato da Hiro Hashima, è stato serializzato sul mensile Monthly Fairy Tail Magazine tra luglio 2014 e luglio 2015 e svela le origini della gilda Fairy Tail e raccontando il passato del primo master Mavis Vermillion.. Dato il successo della serie, i capitoli sono stati raccolti in un unico volume tankobon pubblicato da Kodansha il 17 novembre 2015, nonostante inizialmente fosse prevista soltanto l'uscita tramite rivista. L'edizione italiana di Fairy Tail Zero è stata pubblicata dall'editore Star Comics il 1º dicembre 2016 nella collana Young come volume unico, la cui uscita è stata annunciata in occasione del Napoli Comicon 2016.
Sulla medesima rivista è stato serializzato un secondo manga spin-off, intitolato Tale of Fairy Tail: Ice Trail - Il miracolo del ghiaccio. Scritto e illustrato da Yusuke Shirato, la narrazione è incentrata su Gray Fullbuster e viene mostrato ciò che gli è accaduto prima di unirsi alla gilda Fairy Tail. I capitoli della serie sono stati raccolti in due volumi, editi in Giappone da Kodansha e usciti entrambi il 17 settembre 2015. Annunciati al Napoli Comicon 2016, i due volumi di Ice Trail sono stati pubblicati in italiano da Star Comics nella collana Young rispettivamente il 4 gennaio e il 4 aprile 2017.
La pubblicazione di altri due manga spin-off è stata resa nota nel trentunesimo numero del 2014 del periodico Shonen Sunday. Il primo manga, Fairy Girls (フェアリーガールズ?), è stato scritto e disegnato da Boku ed è incentrato sulle vicende delle "due donne più forti del mondo". Serializzato a partire dal dodicesimo numero del 2014, pubblicato il 20 novembre, è terminato poi il 20 agosto 2015. I capitoli di questo manga spin-off sono stati raccolti in quattro volumi tankobon, usciti in Giappone tra il 15 maggio 2015 e il 16 settembre 2016. Fairy Girls verrà edito in lingua italiana da Star Comics da aprile 2019.
Il secondo è intitolato Fairy Tail: Blue Mistral (ＦＡＩＲＹ ＴＡＩＬ ブルー・ミストラル?) ed è stato scritto e disegnato dall'autrice Rui Watanabe. Serializzato sulla rivista mensile per manga shojo Nakayoshi, è incentrato sulla maga Wendy Marvel, la quale riuscirà a trovare l'amore e sarà alle prese con il mistero della Valle dei Draghi. La serie, terminata sul numero di gennaio 2016 della rivista, uscito il 1º dicembre 2015, è stata raccolta in 4 volumi da Kōdansha, usciti in Giappone tra il 16 gennaio 2015 e il 15 gennaio 2016.
Un quinto manga spin-off, intitolato Fairy Tail Gaiden (フェアリーテイル 外伝?), è stato scritto da Hiro Mashima e disegnato da Kyota Shibano. Pubblicato a cadenza mensile sull'app Magazine Pocket di Kōdansha, la serie è stata suddivisa in tre parti, ognuna delle quali è stata raccolta in un volume tankobon dedicato. La prima parte, dal sottotitolo Kengami no sōryū e incentrata su Sting Eucliffe e Rouge Cheney della gilda Sabertooth è stata serializzata dal 30 luglio al 4 novembre 2015 e pubblicata poi come primo volume il 15 gennaio 2016. La seconda parte, dal sottotitolo Lord Knight e incentrata sul personaggio di Gajil Redfox, è stata serializzata dal 18 novembre 2015 e il volume dedicato è stato pubblicato il 17 maggio 2016. La terza e ultima parte, incentrata su Luxus Dreyar, è stata pubblicata come volume tankobon il 17 novembre 2016. Un'edizione italiana è stata pubblicata da Star Comics da maggio 2019.

### Anime

#### Serie televisiva
Un adattamento ad anime ispirato al manga di Fairy Tail è stato prodotto dal 2009 e diretto da Shinji Ishihira. L'anime segue più o meno fedelmente la storia narrata nella controparte cartacea e rispetto a essa vi è una generale riduzione del livello di violenza in molte scene di combattimento.
La serie è stata prodotta da TV Tokyo e A-1 Pictures con Satelight e la loro trasmissione fu annunciata sul numero 31 del 2009 del Weekly Shōnen Magazine, edito da Kōdansha, e il suo debutto era previsto per l'autunno dello stesso anno. Fairy Tail è stato trasmesso per la prima volta in Giappone su TV Tokyo dal 12 ottobre 2009, per poi interrompersi il 30 marzo 2013 al raggiungimento dei 175 episodi trasmessi divisi in sei stagioni. Dal 4 aprile 2013 TV Tokyo ha proposto un ciclo di repliche della serie denominato Fairy Tail Best!, in attesa della ripresa dell'adattamento ad anime.
La produzione di una seconda serie per l'anime è stata annunciata l'11 luglio 2013 dall'autore del fumetto originale Mashima tramite il suo account Twitter. Sul sesto numero del 2014 del Weekly Shonen Magazine, pubblicato l'8 gennaio 2014, il regista Ishihira ha annunciato che la nuova stagione sarebbe stata trasmessa da aprile 2014 con il cast di doppiatori invariato e alcuni cambiamenti nello staff, volti a migliorare la qualità della serie: Shinji Takeuchi si occupa del character design al posto di Aoi Yamamoto, mentre nella produzione delle animazioni ad affiancare A-1 Pictures non vi è più Satelight ma lo studio Bridge. La seconda serie, che mantiene lo stesso titolo della prima e ne prosegue la numerazione, è stata trasmessa su TV Tokyo dal 5 aprile 2014 al 26 marzo 2016, per un totale di 102 episodi in due stagioni trasmessi a cadenza settimanale ogni sabato alle 10:30 locali. Gli episodi dal 266 al 275 costituiscono l'adattamento animato del manga spin-off Fairy Tail Zero.
Tramite Twitter, Mashima ha reso noto il 20 luglio 2017 che sarebbe stata prodotta una terza e ultima serie dell'anime, il cui inizio è stato previsto per il mese di ottobre 2018. Gli episodi, prodotti dagli studi Bridge e A-1 Pictures, in collaborazione con lo studio CloverWorks, sono stati poi trasmessi a partire dal 7 ottobre 2018 su TV Tokyo. La serie, di un'unica stagione, esce in streaming dalla piattaforma Crunchyroll in simulcast con doppiaggio giapponese e sottotitoli in italiano.
I primi 149 episodi dell'edizione italiana di Fairy Tail sono andati in onda su Rai 4 tra l'11 gennaio e il 4 agosto 2016 dal lunedì al venerdì. I primi due episodi erano stati inoltre proiettati in anteprima il 31 ottobre 2015 al Lucca Comics & Games e trasmessi insieme ai due successivi il 6 gennaio 2016 in anteprima sempre su Rai 4. Il doppiaggio è stato eseguito presso lo studio La BiBi.it, sotto la direzione di Paola Majano e Guido Micheli, e si mantiene fedele all'adattamento italiano del manga. La trasmissione è stata poi interrotta nonostante gli episodi doppiati ammontassero a più di duecento. Il 20 luglio 2023 Dynit ha annunciato l'acquisizione dei diritti della serie continuando sia il doppiaggio da dove si era interrotto che rendendo disponibili gli episodi che erano stati già tradotti ma mai trasmessi, su Prime Video, dal 31 agosto 2023 fino al 29 marzo 2024. Il doppiaggio italiano di questi episodi è stato diretto da Massimo Milazzo presso CD Cine Dubbing

#### OAV
A partire dal 2011 è uscita in DVD una serie di episodi OAV, sei collegati alla prima stagione dell'anime e tre collegati alla seconda. Il primo OAV è uscito in DVD il 15 aprile 2011 insieme all'edizione limitata del volume 26 del manga. Il secondo OAV, intitolato Fairy Tail: L'accademia delle fate, è uscito il 17 giugno 2011 ed è ispirato a un capitolo speciale realizzato da Mashima come omaggio alla serie manga Yankee-kun & Megane-chan - Il teppista e la quattrocchi. Il terzo OAV, intitolato Fairy Tail: Memory Days, è uscito in allegato al volume 31 del manga il 17 febbraio 2012, seguito dal quarto OAV in allegato al volume 35 il 16 novembre 2012. Il 17 giugno 2013 è uscito in DVD un quinto OAV in allegato al volume 37 del manga. Un sesto OAV, dal titolo Fairy Tail x Rave (フェアリーテイル x レイヴ?, Fearī Teiru x Reivu), è uscito il 16 agosto 2013 insieme all'edizione limitata giapponese del volume e costituisce un crossover con la serie anime Rave Master.
In allegato all'edizione limitata del volume 55 del manga un settimo OAV è uscito il 17 maggio 2016. Un ottavo OAV è suscito insieme all'edizione limitata giapponese del volume 58 del manga originale il 17 novembre 2016, seguito da un nono episodio OAV uscito con l'edizione limitata del volume 59 del manga il 16 dicembre 2016.
In apertura ai primi due episodi OAV è stato utilizzato il brano Eternal Fellows, interpretato da Tetsuya Kakihara sotto il nome del proprio ruolo nell'anime, mentre come tema di chiusura è stata utilizzata la canzone Nichijō sanka ~This Place~, interpretata da Aya Hirano. I due brani sono stati pubblicati da Pony Canyon insieme ad altri brani in un unico album character song il 27 aprile 2011. Per gli OAV dal terzo al sesto è stato utilizzato il brano Blow Away, interpretato da Tetsuya Kakihara e Yūichi Nakamura, come tema di apertura, mentre in chiusura è stata usata la canzone Happy Tale, interpretata da Aya Hirano, Sayaka Ōhara e Satomi Satō. I due brani sono usciti nel secondo disco del quarto album contenente la colonna sonora dell'anime, pubblicata da Pony Canyon il 20 marzo 2013.
| Nº | Titolo italiano (traduzione letterale) Giapponese 「Kanji」 - Rōmaji                                                        | Uscita           | Uscita |
| Nº | Titolo italiano (traduzione letterale) Giapponese 「Kanji」 - Rōmaji                                                        | Giapponese       |        |
| 1  | Fairy Tail: Benvenuti a Fairy Hills! 「フェアリーテイル：フェアリーヒルズへようこそ！」 - Fearīteiru: Fearīhiruzu e yōkoso! | 15 aprile 2011   |        |
| 2  | Fairy Tail: L'accademia delle fate 「フェアリーテイル：妖精アカデミー」 - Fearīteiru: Yōsei akademī                         | 17 giugno 2011   |        |
| 3  | Fairy Tail: Memory Days 「フェアリーテイル：メモリ·デイズ」 - Fearīteiru: Memori·deizu                                      | 17 febbraio 2012 |        |
| 4  | Fairy Tail: Le vacanze delle fate 「フェアリーテイル：妖精祝日」 - Fearīteiru: Yōsei shukujitsu                             | 16 novembre 2012 |        |
| 5  | Batticuore a Ryuzetsu Land 「ドキドキ・リュウゼツランド」 - Dokidoki Ryūzetsu Rando                                         | 17 giugno 2013   |        |
| 6  | Fairy Tail x Rave 「フェアリーテイル x レイヴ」 - Fearī Teiru x Reivu                                                       | 16 agosto 2013   |        |
| 7  | Il gioco a penalità delle fate 「妖精たちの罰ゲーム」 - Yōsei-tachi no Batsu Game                                           | 17 maggio 2016   |        |
| 8  | Natsu vs. Mavis 「ナツ vs. メイビス」 - Natsu vs. Meibisu                                                                   | 17 novembre 2016 |        |
| 9  | Il Natale delle fate 「妖精たちのクリスマス」 - Yōsei-tachi no Kurisumasu                                                   | 16 dicembre 2016 |        |

#### Film

Francobolli emessi dalle poste giapponesi per celebrare l'uscita del film.

Un lungometraggio animato intitolato Fairy Tail The Movie: Phoenix Priestess è uscito nelle sale cinematografiche nipponiche il 18 agosto 2012. Il film è diretto da Masaya Fujimori, mentre la sceneggiatura è a cura di Masashi Sogo. Il character design è stato curato da Mashima, il quale, per promuovere il film, ha realizzato un manga autoconclusivo dal titolo Hajimari no asa (はじまりの朝?), adattato in un cortometraggio anime che fa da prologo al film. La produzione di un secondo film, intitolato Fairy Tail The Movie: Dragon Cry, è stata annunciata sul 25° numero del 2015 del settimanale Weekly Shōnen Magazine di Kodansha. Il film è stato proiettato nei cinema giapponesi a partire dal 6 maggio 2017. In Italia i due lungometraggi sono usciti direttamente su Prime Video per opera di Dynit rispettivamente il 30 settembre e il 30 novembre 2023.

### Light novel
Una raccolta di storie brevi scritte da Miu Kawasaki intitolata Fairy Tail: Kokoro ni yadoru karā (ＦＡＩＲＹ ＴＡＩＬ 心に宿るｃｏｌｏｒ?, Fearī Teiru: Kokoro ni yadoru karā) è stata pubblicata da Kodansha il 2 maggio 2012 ed è collocabile cronologicamente tra gli archi narrativi di Edolas e dell'isola Tenro del manga originale. Un secondo romanzo della stessa autrice intitolato Fairy Tail 2: Dai matō enbu sono ato sorezore no ichinichi (ＦＡＩＲＹ ＴＡＩＬ２ 大魔闘演武その後、それぞれの１日?, Fearī Teiru 2: Dai matō enbu sono go sorezore no ichinichi) è stato pubblicato il 1º settembre 2014 e gli eventi in esso narrati sono seguenti a quelli del Gran Palio della Magia.
Un terzo romanzo intitolato Ōedo Fairy Tail (大江戸フェアリーテイル?) è stato scritto da Ren Kanan e pubblicato da Kodansha il 2 ottobre 2015. Il termine "Oedo" nel titolo è l'antico nome della città di Tokyo e sta a indicare la componente storica inclusa nelle vicende del romanzo. Un quarto romanzo, seguito dei primi due e scritto da Kawasaki, è intitolato Fairy Tail 3: Trouble Twins (ＦＡＩＲＹ ＴＡＩＬ３ トラブルツインズ?, Fearī Teiru 3: Toraburu Tsuinzu) ed è stato pubblicato il 17 marzo 2016. Un quinto romanzo scritto da Kanan e intitolato Fushigi no kuni no Fairy Tail (不思議の国のフェアリーテイル?, Fushigi no kuni no Fearī Teiru, lett. "Il paese delle meraviglie di Fairy Tail") è stato pubblicato il 15 settembre 2017. La sua uscita era originariamente prevista per marzo dello stesso anno.

### Musiche
La colonna sonora dell'anime è stata composta da Yasuharu Takanashi, sia per i primi 175 episodi che per i restanti.
La colonna sonora della prima stagione è stata raccolta in quattro album. Il primo album, intitolato Fairy Tail Original Soundtrack Vol.1, è stato pubblicato da Pony Canyon il 6 gennaio 2010 e contiene 36 tracce musicali. Il secondo album, sempre da 36 tracce, è intitolato Fairy Tail Original Soundtrack Vol.2 ed è stato pubblicato da Pony Canyon il 7 luglio 2010. Il terzo album, intitolato Fairy Tail Original Soundtrack Vol.3, è stato pubblicato il 6 luglio 2011 da Pony Canyon. Il quarto e ultimo album, intitolato Fairy Tail Original Soundtrack Vol.4, è stato pubblicato in due dischi il 20 marzo 2013 da Pony Canyon. Un album contenente la colonna sonora del film è stato pubblicato da Pony Canyon il 15 agosto 2012 con il titolo Fairy Tail: Hōō no miko (Movie) Original Soundtrack.
Un primo singolo dal titolo FAIRY TAIL Character Song Collection Vol.1 Natsu & Gray contenente due character song, una interpretata da Tetsuya Kakihara come Natsu e una di Yūichi Nakamura sotto il nome di Gray, è stato pubblicato il 17 febbraio 2010 da Pony Canyon. Un secondo singolo dal titolo FAIRY TAIL Character Song Collection Vol.2 Lucy & Happy contenente due character song, una interpretata da Aya Hirano come Lucy e una di Rie Kugimiya sotto il nome di Happy, è stato pubblicato il 3 marzo 2010 da Pony Canyon. Un album contenente 7 character song e intitolato FAIRY TAIL Character Song Album Eternal Fellows è stato pubblicato il 27 aprile 2011 da Pony Canyon. Tale album contiene i brani Eternal Fellows, interpretato da Tetsuya Kakihara (Natsu), e Nichijō Sanka -This Place- (日常賛歌 ～This Place～?), interpretato da Aya Hirano (Lucy), che sono stati utilizzati rispettivamente come sigla di apertura e chiusura dei primi tre OAD. Un secondo album contenente altre 7 character song e intitolato FAIRY TAIL Character Song Album 2 Kizuna Daro!! è stato pubblicato il 16 maggio 2012 da Pony Canyon.

#### Sigle di apertura e chiusura
Nell'edizione giapponese dell'anime sono state utilizzati venticinque brani come sigle di apertura e altrettanti in chiusura, ognuno dei quali utilizzati per circa tre mesi di trasmissione.
| Nº | Episodi | Sigle iniziali                                                      | Sigle finali                                                                                | Fonti           |
| Nº | Episodi | Brano e interprete                                                  | Brano e interprete                                                                          | Fonti           |
| -- | ------- | ------------------------------------------------------------------- | ------------------------------------------------------------------------------------------- | --------------- |
| 1  | 1-11    | Snow fairy dei FUNKIST                                              | Kanpeki gu~no ne (完璧ぐ～のね?) dei Watarirouka Hashiri Tai                                | [ 128 ]         |
| 2  | 12-24   | S.O.W. Sense of Wonder (S.O.W.センスオブワンダー?) delle Idoling!!! | Tsuioku Merry-Go-Round (追憶メリーゴーランド?) di onelifecrew                               |                 |
| 3  | 25-35   | ft. di FUNKIST                                                      | Gomen ne. watashi (ごめんね。私?) di Shiho Nanba                                            |                 |
| 4  | 36-48   | R.P.G. ~Rockin' Playing Game dei SuG                                | Kimi ga iru kara (君がいるから?) di Mikuni Shimokawa                                        |                 |
| 5  | 49-60   | Egao no mahō dei Magic Party                                        | HOLY SHINE dei Daisy x Daisy                                                                |                 |
| 6  | 61-72   | Fiesta dei +Plus                                                    | -Be As One- dei W-inds                                                                      |                 |
| 7  | 73-85   | Evidence dei Daisy x Daisy                                          | Lonely Person di ShaNa                                                                      |                 |
| 8  | 86-98   | The Rock City Boy di JAMIL                                          | Don't think.Feel!!! delle Idoling!!!                                                        |                 |
| 9  | 99-111  | Towa no kizuna dei Daisy x Daisy                                    | Kono te nobashite dei Hi-Fi CHAMP                                                           |                 |
| 10 | 112-124 | I Wish di Milky Bunny                                               | Boys be Ambitious! dei Hi-Fi CHAMP                                                          |                 |
| 11 | 125-137 | Hajimari no sora dei +Plus                                          | Glitter di Another Infinity con Mayumi Morinaga                                             |                 |
| 12 | 138-150 | Tenohira degli Hero                                                 | Yell ~Kagayaku tame no mono~ di Sata Andagi                                                 |                 |
| 13 | 151-166 | Break Through degli GOING UNDER GROUND                              | Kimi ga kureta mono di Shizuka Kudo                                                         |                 |
| 14 | 167-175 | FAIRY TAIL -Yakusoku no hi- di Yonekura Chihiro                     | We're the stars di Aimi Terakawa                                                            |                 |
| 15 | 176-188 | Masayume CHASING di BoA                                             | Kimi to kare to boku to kanojo to (君と彼と僕と彼女と? lett. Tu, io, lui e lei) dei Breathe | [ 129 ] [ 130 ] |
| 16 | 189-203 | Strike Back dei Back On                                             | Kokoro no Kagi di May J.                                                                    | [ 131 ]         |
| 17 | 204-214 | Mysterious Magic di Do as Infinity                                  | Kimi no Mirai dei Root Five                                                                 | [ 132 ]         |
| 18 | 215-226 | Break Out dei V6                                                    | Don't let me down di Mariya Nishiuchi                                                       | [ 133 ]         |
| 19 | 227-239 | Yumeiro Graffiti dei Tackey & Tsubasa                               | Never ever di Tokyo Joshiryuu                                                               |                 |
| 20 | 240-252 | NEVER-END TAIL di Tatsuyuki Kobayashi con Konomi Suzuki             | FOREVER HERE di Yōko Ishida                                                                 |                 |
| 21 | 253-265 | Believe in Myself dei Edge of Life                                  | Azayaka na Tabiji di Megumi Mori                                                            |                 |
| 22 | 266-277 | Ashita o narase di Kavka Shishido                                   | Landscape di SOLIDEMO                                                                       |                 |
| 23 | 278-290 | power of the dream di lol                                           | Endless Harmony di Beverly                                                                  | [ 134 ]         |
| 24 | 291-303 | DOWN BY LAW dei THE RAMPAGE from EXILE TRIBE                        | Pierce di EMPIRE                                                                            | [ 135 ]         |
| 25 | 304-315 | NO-LIMIT di Osaka☆Shunkashūtō                                       | Boku to kimi no lullaby di Miyuna                                                           | [ 136 ]         |
| 26 | 316-328 | MORE THAN LiKE di BiSH                                              | Exceed di Miyuu                                                                             |                 |

Un album contenente la versione completa delle prime cinque sigle di apertura e delle prime cinque sigle di chiusura della prima serie anime e intitolato Fairy Tail (TV Anime) Opening & Ending Theme Songs Vol.1 (アニメ『FAIRY TAIL』オープニング&エンディングテーマソングス Vol.1?) è stato pubblicato da Pony Canyon il 17 agosto 2011. Un secondo album contenente la versione completa delle sigle di apertura e chiusura dalla sesta alla nona e intitolato Fairy Tail (Anime) Intro & Outro Themes Vol.2 (アニメ『FAIRY TAIL』オープニング&エンディング テーマソングス Vol.2?) è stato pubblicato da Pony Canyon il 21 marzo 2012 in versione regolare e in versione limitata con un DVD allegato e una cover dell'album differente. Un terzo e ultimo album contenente la versione complete delle sigle di apertura e chiusura dalla decima alla quattordicesima e intitolato Fairy Tail (Anime) Intro & Outro Themes (アニメ『FAIRY TAIL』オープニング&エンディング テーマソングス?) è stato pubblicato da Pony Canyon il 3 luglio 2013, in versione regolare e in versione limitata con DVD e una copertina dell'album differente.
Nell'edizione italiana trasmessa in televisione sono stati utilizzati dei brani differenti, composti e cantati in italiano sulla base delle sigle giapponesi. In particolare, come sigla di apertura di tutti gli episodi è stato utilizzato il brano Non dirmi addio, cover della prima sigla originale Snow Fairy dei Funkist, mentre in chiusura è presente Quotidianamente stregata da te, cover della prima sigla di chiusura giapponese Kanpeki gu-no-ne. Per entrambi i brani, i testi sono stati scritti da Valerio Gallo Curcio e Mirko Fabbreschi (dei Raggi Fotonici), che hanno realizzato una traduzione adattata degli originali giapponesi, e interpretati dal gruppo Raggi Fotonici. Nella edizione in onda dal 2023 su Prime Video vengono invece mantenute le sigle originali.

### Videogiochi
Un videogioco per PlayStation Portable intitolato Fairy Tail: Portable Guild fu presentato al Tokyo Game Show del 2009, sviluppato da Konami e uscito in Giappone il 3 giugno 2010. I due sequel di Portable Guild uscirono poi sempre per PlayStation Portable: il primo, Fairy Tail: Portable Guild 2, il 10 marzo 2011; il secondo, Fairy Tail: Zeref kakusei (FAIRY TAIL ゼレフ覚醒?, Fairy Tail: Zerefu kakusei, lett. "Fairy Tail: Il risveglio di Zeref"), il 22 marzo 2012.
Due giochi di combattimento, Fairy Tail: Gekitō! Madōshi kessen (FAIRY TAIL 激闘! 魔道士決戦? lett. "Fairy Tail: Scontro! Battaglia tra maghi") e Original Story from Fairy Tail: Gekitotsu! Kardia daiseidō (FAIRY TAIL 激突! カルディア大聖堂?, Fairy Tail: Gekitotsu! Karudia Daiseidō, lett. "Fairy Tail: Attacco! La grande cattedrale di Caldia"), uscirono per la console Nintendo DS rispettivamente il 22 luglio 2010 e il 21 aprile 2011. Il secondo riprende le meccaniche del più famoso Jump Ultimate Stars.
I personaggi Natsu Dragonil e Lucy Heartphilia sono anche apparsi nel videogioco crossover Sunday VS Magazine: Shūketsu! Chōjō Daikessen come personaggi giocabili.
Il 5 settembre 2019 viene annunciata l'uscita di un videogioco di ruolo, sviluppato dalla Gust Co. Ltd. e distribuito dalla Koei Tecmo; l'uscita, programmata inizialmente per il 19 marzo 2020 e in seguito per il 25 giugno 2020, è avvenuta per PlayStation 4, Nintendo Switch e Steam il 30 luglio 2020 in Giappone ed Europa e il giorno seguente nel Nord America.

### Altri media
Un drama CD dedicato alla serie, il cui cast è composto dai doppiatori dei protagonisti della serie nell'anime, è stato distribuito da Pony Canyon il 17 aprile 2013. Una rivista a cadenza mensile denominata Fairy Tail Magazine è stata pubblicata per tredici uscite dal 16 luglio 2014 al 16 luglio 2015, con all'interno alcuni manga spin-off alla serie e in allegato l'edizione home video degli episodi dal 176 al 226 della serie televisiva anime. Una seconda rivista intitolata Monthly Fairy Tail Collection è stata pubblicata per 13 numeri dal 17 settembre 2015 al 15 ottobre 2016, con in allegato l'edizione home video in DVD giapponese degli episodi dal 227 al 277 dell'anime televisivo.

## Accoglienza

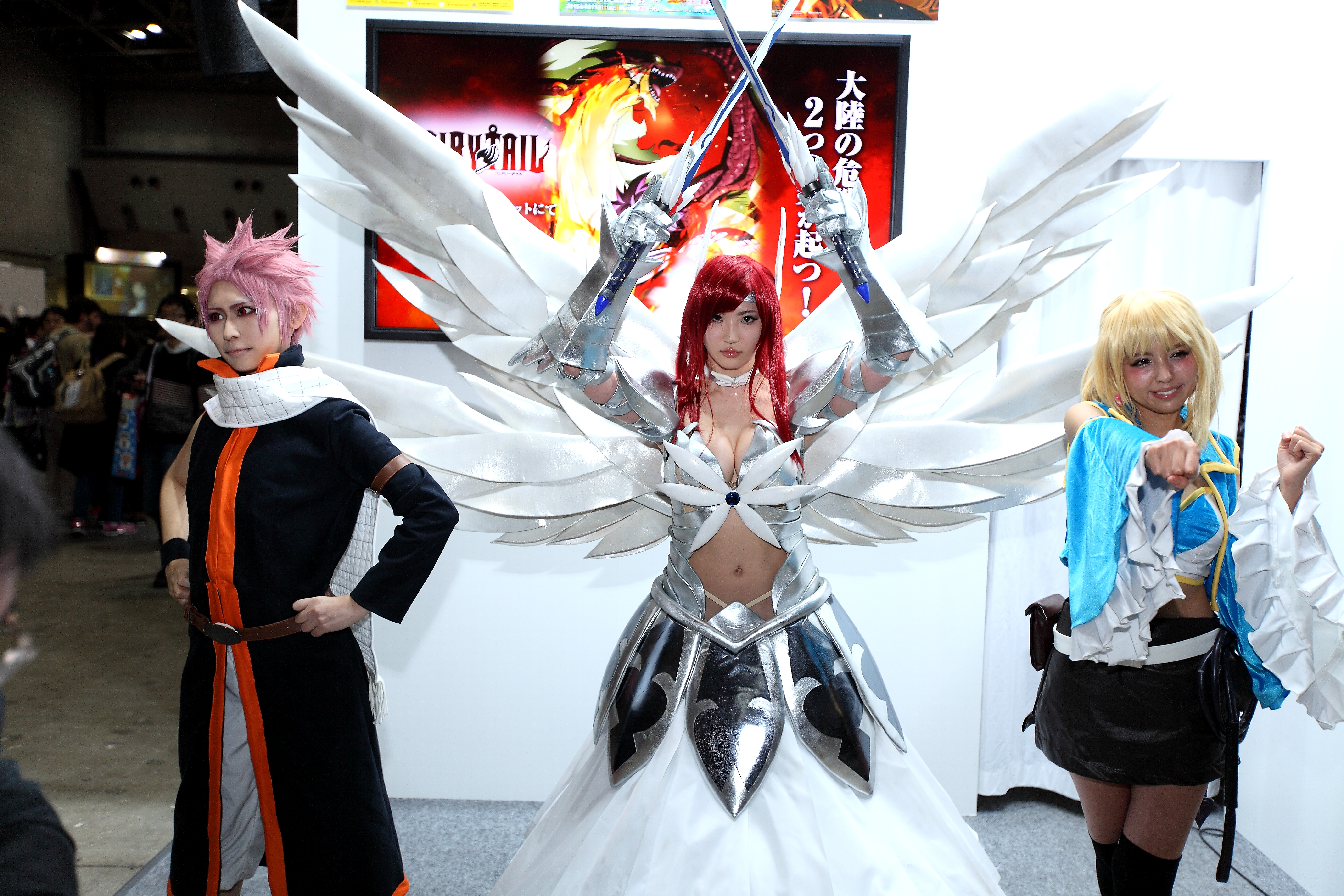
Un gruppo di cosplayer che impersonano (da sinistra) Natsu Dragonil, Elsa Scarlett e Lucy Heartphilia

### Vendite
Il manga Fairy Tail ha venduto oltre 60 milioni di copie nei suoi oltre 10 anni di serializzazione. Come riporta la classifica stilata dal sito Oricon, Fairy Tail è stato l'ottavo manga più venduto in Giappone nel 2009, il quarto sia nel 2010 che nel 2011 e il quinto nel 2012. L'anno seguente scende alla nona posizione, nel 2014 scende ulteriormente al diciassettesimo posto, mentre nel 2015 risale al quindicesimo posto. In Giappone, il quinto volume del manga Fairy Tail raggiunse la settima posizione della top ten dei manga più venduti pubblicata da Tohan e la serie si posizionò settima ancora una volta dopo la pubblicazione del sesto volume.

### Critica e riconoscimenti
Su About.com Fairy Tail è stato considerato il miglior manga del 2008. La serie, fra gli altri riconoscimenti, ha vinto nel 2009 il Premio Manga Kodansha nella categoria shōnen manga. Com'era già accaduto per la serie Rave, anche la serie Fairy Tail è stata spesso lodata per il graduale miglioramento, volume dopo volume, delle capacità di coinvolgimento della trama. La serie televisiva anime ispirata al manga Fairy Tail ha vinto l'Industry Award della Società per la Promozione dell'Animazione Giapponese nel 2009 come miglior manga del genere commedia. Nel sondaggio Manga Sōsenkyo 2021 indetto da TV Asahi, 150 000 persone hanno votato la loro top 100 delle serie manga e Fairy Tail si è classificata al 65º posto.